# Créquy
Créquy là một xã của tỉnh Pas-de-Calais, thuộc vùng Hauts-de-France, miền bắc nước Pháp.
Xã Créquy có diện tích 20,4 km2, dân số theo điều tra năm 1999 của INSEE là 561 người.

## Dân số
| 1962                                                    | 1968 | 1975 | 1982 | 1990 | 1999 |
| ------------------------------------------------------- | ---- | ---- | ---- | ---- | ---- |
| 700                                                     | 730  | 691  | 611  | 605  | 561  |
| Số liệu điều tra từ năm 1962: Dân số không tính hai lần |      |      |      |      |      |